# Music Box (película)
Music Box (conocida en España como La caja de música y en Argentina como la historia no se puede cambiar) es una película dramática estadounidense de 1989 dirigida por Costa-Gavras, con un guion escrito por Joe Eszterhas. Protagonizada por Jessica Lange, Armin Mueller-Stahl, Frederic Forrest, Donald Moffat y Lukas Haas en los papeles principales. 
Ganadora del Oso de Oro a la mejor película en el Festival de Cine de Berlín. Jessica Lange fue candidata al Óscar a la mejor actriz.
El guion está basado lejanamente en el caso del criminal de guerra John Demjanjuk.

## Sinopsis
Anne Talbot (Jessica Lange) es una prestigiosa abogada criminalista de Chicago, divorciada y con un hijo. Es hija de Mike Lazlo, un inmigrante húngaro orgulloso del país que le ha dado acogida después de la Segunda Guerra Mundial y que forma parte de un grupo de exiliados húngaros opuestos al régimen comunista de su país. Inesperadamente llegan desde Europa malas noticias: Lazlo ha sido reconocido por un periodista y se le acusa de haber colaborarado con los nazis durante la Segunda Guerra Mundial, mientras fue miembro de la Gendarmería húngara, y de cometer crímenes contra la humanidad. Cuando el régimen comunista húngaro solicita su extradición, Anne decide defender personalmente a su padre.